# Barczatka puchowica
Barczatka puchowica, puchowica wełnianka (Eriogaster lanestris) – owad z rzędu motyli. Skrzydła o rozpiętości 30-46 mm, jednolicie brunatne. Na przednich skrzydłach obwiedziona białymi liniami przepaska.
Owady dorosłe można spotkać w marcu i kwietniu. Nie pobierają pokarmu. Gąsienice żerują na brzozach i śliwach. Dodatkowymi roślinami żywicielskimi są lipy, wierzby, olsze, leszczyny pospolite, dęby i głogi.
Gąsienice przepoczwarzają się między liśćmi lub w ściółce budując białawe, jajowate oprzędy. Poczwarki zimują niekiedy wielokrotnie.

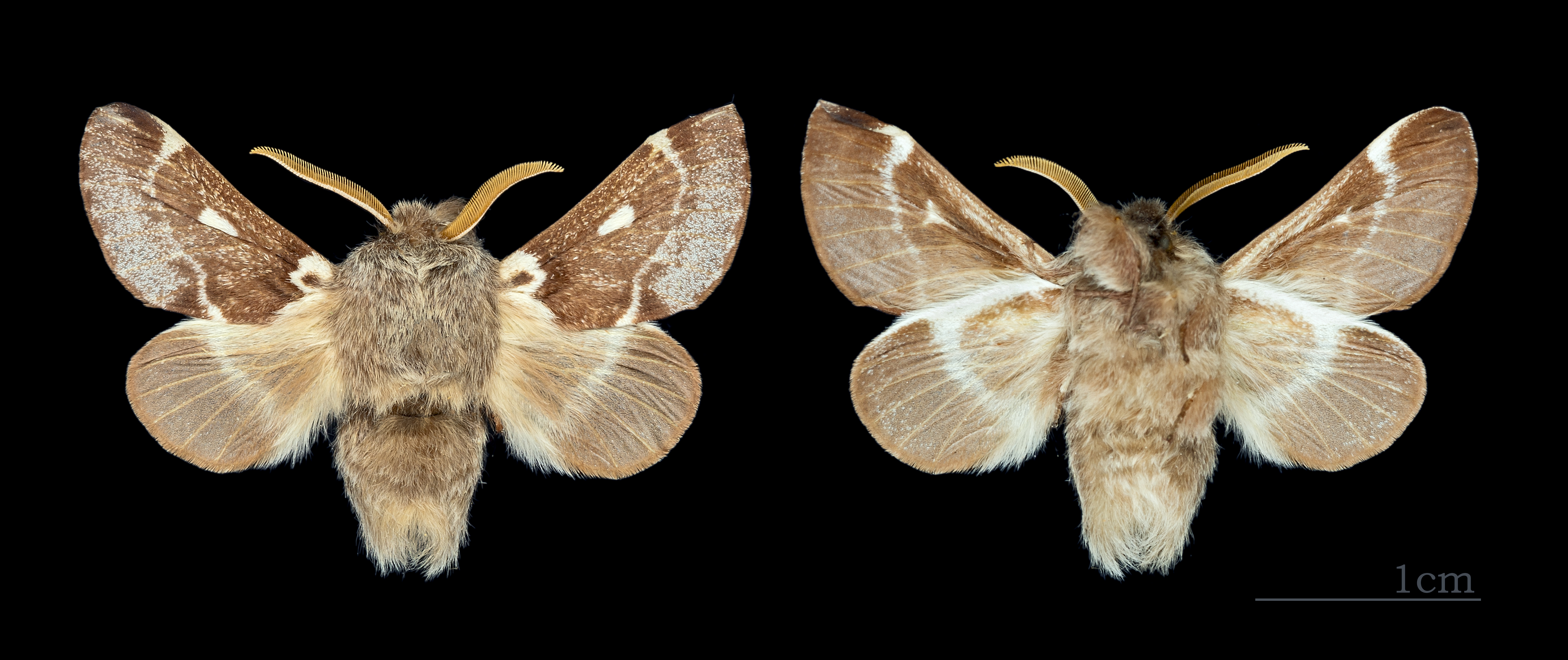
♂
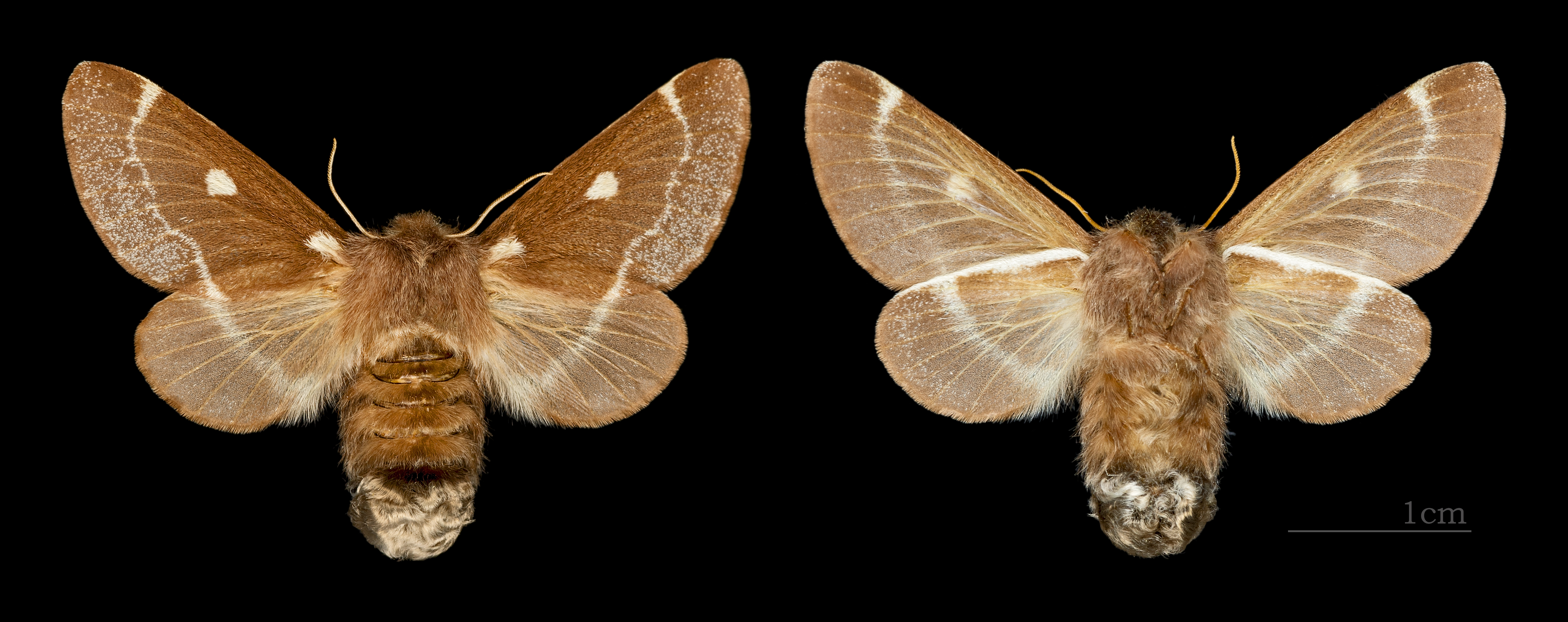
♀